# 舟山专区
舟山专区，中华人民共和国浙江省已撤销的专区，在今浙江省东部。

## 历史
1953年置，专员公署驻定海县（今舟山市）。辖定海、岱山、普陀、嵊泗4县。1954年，原属宁波专区的象山县划入舟山专区。辖5县。
1958年，撤销定海、岱山、普陀、嵊泗4县，合设舟山县；象山县划归宁波专区。舟山专区辖1县。1960年，撤销舟山专区；将舟山县划归宁波专区。
1962年，恢复舟山专区，专署驻定海县。辖原属宁波专区的舟山县及原上海市嵊泗人民公社。同年，撤销舟山县及嵊泗人民公社，恢复定海、普陀、岱山、嵊泗4县；析岱山县新设大衢县。专区辖5县。1964年，撤销大衢县，并入岱山县。专区辖4县。
1967年起改称舟山地区。行政公署驻定海县（今舟山市）。1987年舟山地区撤销，改设地级舟山市，辖县划归舟山市。